# Tazrouk
Tazrouk là một đô thị thuộc tỉnh Tamanghasset, Algérie. Dân số thời điểm năm 2002 là 3.033 người.